# Конфедерация Перу и Боливии
Конфедерация Перу и Боливии (исп. Confederación Perú-Boliviana) — государство в Южной Америке, существовавшее с 1836 по 1839 год. Конфедерация была образована из государств Перу (разделённого в тот момент на республики Южного и Северного Перу) и Боливии. Главой государства и главным идеологом его создания был, на тот момент президент Боливии, Андрес де Санта Крус. Столицей государства был объявлен город Такна в современном Перу.

## Предыстория
Идея создания конфедеративного государства посещала умы лидеров Перу, но не находила поддержки среди руководства Боливии, поскольку им отводилась второстепенная роль. Но в силу политической нестабильности в Перу и укрепления власти в Боливии благодаря усилиям Андреса де Санта Круса ситуация коренным образом переменилась и уже президент Боливии Андрес де Санта Крус диктовал свои условия.

## Создание конфедерации
Следуя своей цели по основанию конфедеративного государства, Санта-Крус, как президент Боливии, пользуясь нестабильностью в Перу, организовал там несколько восстаний. Самая лучшая возможность представилась Санта-Крузу когда перуанский президент Луис Хосе де Орбегосо обратился к нему за помощью для победы над мятежным военачальником Филипе Сантьяго Салаверри. Санта Круз нанёс поражение Августину Гамарра 13 августа 1835 года, затем, 4 февраля 1836 года, был побеждён, а затем казнён Филипе Сантьяго Салаверри. При подстрекательстве Санта-Круза были основаны две республики Южного и Северного Перу, которые признали его как Верховного Правителя. Им был созван Конгресс из законодателей республик и Боливии, на котором 1 мая 1837 года была принята новая конституция Конфедерации Перу и Боливии. Под его руководством был подписан договор, объявлявший его Верховным Правителем конфедерации на десять лет.
Наделённый значительными полномочиями Санта-Круз пытался установить в Перу тот же самый тип авторитарного правления, который он установил в Боливии. Он выпустил ряд законов, таких как гражданский кодекс, уголовный кодекс. Провёл реформу сбора налогов, а также ограничил государственные расходы, что привело к значительному росту благосостояния государства в целом. Но идея конфедерации не нашла широкой поддержки среди простого населения, недовольного растворением национальной идентификации.

## Распад Конфедерации
Многие из перуанских политиков, противников идеи конфедерации были вынуждены уехать в Чили, где они нашли поддержку правительства Чили. Столкнувшись с угрозой экономического и военного господства, Чили потребовала роспуска перуанско-боливийской конфедерации. Когда они отказались, Чили решилась на превентивную войну. Аргентина присоединилась к чилийскому объявлению войны, которая шла с 26 декабря 1836 года по 19 мая 1837 года.
Совместно ими была собрана военная экспедиция, но они были окружены войсками Санта-Круса и были вынуждены сдаться. Уже во время войны Конфедерация показала первые признаки распада. Луис Орбегосо в одностороннем порядке провозгласил независимость северного Перу 30 июля 1838 г., не выходя из войны против Чили. После первоначальных успехов боливийских войск и выхода Аргентины из войны в июне 1838 года ход войны заметно изменился во второй половине 1838 года. После гибели перуанского флота 12 января 1839 г. и поражения боливийской армии при Юнгае 20 января 1839 г. исход войны был решен в пользу Чили. Санта-Крус был вынужден отречься от поста президента Боливии и защитника Конфедерации и бежал в Эквадор. 16 июня 1839 года Хосе Мигель Веласко стал боливийским президентом. 25 августа 1839 года генерал Августин Гамарра, избранный президентом Перу 24 февраля, официально объявил о роспуске Конфедерации и восстановлении независимости (воссоединенного) Перу.
В Боливии вспыхнула гражданская война из-за престолонаследия Санта-Круса. Президент Веласко был свергнут, и Санта-Крус снова был провозглашен президентом. В последовавшей борьбе за власть генерал Хосе Бальивиан победил при поддержке Перу; он стал президентом Боливии 27 сентября 1841 года. Ввиду нестабильной ситуации с властью в Боливии, когда-то доминировавшее Перу почувствовало побуждение к нападению. Это спровоцировало перуанско-боливийскую войну 1841 года.